# Château de Bernoville
Le château de Bernoville est un château situé à Aisonville-et-Bernoville, en France.

## Localisation
Le château est situé sur la commune d'Aisonville-et-Bernoville, dans le département de l'Aisne, en région Hauts-de-France.

## Description
Le château de Bernoville est composé d'un corps de logis principal avec deux ailes en retour d'équerre sur la cour d'honneur. Il comporte trois niveaux : un soubassement à demi enterré et deux étages. L'entrée du château se fait par une allée d'honneur plantée de tilleuls. Un jardin à la française, avec des parterres de buis taillés, autour de la demeure.

## Historique
Le château est construit au début du XVIIIe siècle quand Jacques François Maxime de Chastenet, marquis de Puységur en est propriétaire. Il est endommagé pendant la Première Guerre mondiale.
Le monument est inscrit partiellement au titre des monuments historiques par arrêtés du 24 décembre 1997 (les façades et toitures du château et des pavillons ; la grille d'entrée ; l'allée d'honneur ; le jardin à la française) et du 2 mai 2012 (l'allée d'honneur en totalité).